# Aconitum pseudoproliferum
Aconitum pseudoproliferum är en ranunkelväxtart som beskrevs av Takenoshin Nakai. Aconitum pseudoproliferum ingår i släktet stormhattar, och familjen ranunkelväxter. Inga underarter finns listade i Catalogue of Life.